# Батько прайду
Батько прайду (англ. Father of the Pride) — американський комедійно-сатиричний мультсеріал створений Джефрі Катценбергом для DreamWorks Animation у 2004 році. Мультсеріал був частиною короткочасного тренду із випуску анімованих серіалів із застосуванням комп'ютерної графіки в прайм-таймі американського телебачення. Мультсеріал розповідає про сім'ю білих левів, голова якої знімається у шоу «Siegfried & Roy» у Лас-Вегасі.
Незважаючи на велику рекламну кампанію, серіал зазнав провалу і був скасований після першого сезону.
Серіал був задуманий Катценбергом, коли він відвідав у 2002 році сад у Лас-Вегасі, в якому проживає сім'я левів із шоу Siegfried & Roy.

## Знімальний процес
Більше 200 аніматорам знадобилося 2 роки, щоб випустити мультсеріал. Комп'ютерна анімація була створена в студії Imagi Animation Studio в Гонконзі.
У серіалі працювала невелика група досвідчених режисерів, до яких увійшли Марк Ріслі, Брет Галанд, Стів Гікнер, Джон Голмквіст, Джон Стівенсон та Марк Бальдо. Фелікс Іп був креативним директором Imagi Animation Studio. За перший сезон DreamWorks розробив 500 спеціальних реквізитів і близько 100 персонажів.